# Sten Orav
Sten Orav (ur. 18 listopada 1994) – estoński zapaśnik walczący w stylu wolnym. Wicemistrz nordycki w 2017 i 2018 roku.